# KPT (Krankenversicherung)
Die KPT mit Sitz in Bern ist ein auf die Krankenversicherung spezialisierter Schweizer Versicherungskonzern. Die Unternehmensgruppe zählt rund 600'000 Versicherte und erzielte 2020 mit über 600 Mitarbeitenden Prämieneinnahmen von 1,7 Milliarden Schweizer Franken.

## Tätigkeitsgebiet
Der Konzern verfügt über eine Holdingstruktur und umfasst im Wesentlichen zwei operativ tätige Tochtergesellschaften, KPT Krankenkasse AG und KPT Versicherungen AG, die auf den Gebieten der Grundversicherung, der Zusatzversicherungen und der Unfallversicherungen tätig sind. Die KPT Holding befindet sich vollständig im Besitz der Genossenschaft KPT.
Das Kerngeschäft der KPT-Gruppe bildet die Grundversicherung nach dem Krankenversicherungsgesetz, die rund drei Viertel der gesamten Prämieneinnahmen ausmacht. Die Zusatzversicherungen sowie in einem kleineren Rahmen die Unfallversicherung bilden das zweite Standbein.
Die KPT verfügt über das Kundenportal KPTnet, für das sie 2007 mit einem Innovationspreis der Schweizer Assekuranz ausgezeichnet wurde.

## Geschichte
Die KPT wurde 1890 in Form einer Genossenschaft von Eisenbahnern als Berufskrankenkasse gegründet. Daher kommt ursprünglich auch die Abkürzung Krankenkasse Personal Transportunternehmen. In den 1930er Jahren konnte auch das Personal des Bundes und später der Kantone und Gemeinden beitreten. Seit 1993 ist die KPT als Kranken- und Unfallversicherung offen für alle. Im Zuge einer Neuorganisation gab sich das Unternehmen 2007 eine Holdingstruktur.
Die KPT ist Mitglied beim Schweizerischen Versicherungsverband. Die seit 2013 bestehende Mitgliedschaft beim Krankenversichererverband Curafutura werde auf Ende 2023 aufgelöst.